# Pantaleon Sazama
Pantaleon Sazama, později psán Leon Sazama (30. září 1911, Dlažov – 24. října 2002, Hradec Králové), byl český stomatolog a profesor stomatologie na Lékařské fakultě Univerzity Karlovy v Hradci Králové.

## Život
Pantaleon Sazama se narodil v Dlažově jako 4. dítě učitele Pantaleona Sazamy a Anny Sazamové, rozené Řimsové. Když mu bylo 6 let, otec padl v roce 1918 na italské frontě.
Na gymnáziu začal studovat v Klatovech a studium dokončil v Praze, kam se s matkou a sourozenci přestěhoval. Po maturitě na pražském gymnáziu v Truhlářské ulici studoval lékařskou fakultu na Univerzitě Karlově, kde promoval 30. května 1936. Nastoupil do nemocnice Na Bulovce a chtěl se stát „ úředním lékařem“, k tomu složil i povinné zkoušky. Po setkání s prof. MUDr. Františkem Kostečkou (1893–1951), přednostou zubní kliniky Univerzity Karlovy, však roku 1941 nastoupil na tehdejší Kliniku nemocí zubních, ušních a čelistních.
V listopadu 1945 byla otevřena lékařská fakulta v Hradci Králové a Leon Sazama se do Hradce Králové přestěhoval. Stal se zástupcem přednosty a připadl mu úkol vybudovat od základů stomatologickou kliniku.
V roce 1951 byl habilitován na docenta a stal se plnoprávným přednostou stomatologické kliniky. Do té doby se mu podařilo vybudovat oddělení, které již mělo i lůžkovou část. Dne 3. 1. 1963 byl jmenován profesorem stomatologie a v roce 1965 obhájil „velký doktorát“ (titul DrSc).
Po dosažení penzijního věku musel v roce 1977 ze stomatologické kliniky odejít do důchodu.

### Rodinný život
V Hradci žil se svou manželkou Zdeňkou, rovněž lékařkou. Měli dvě dcery Zdeňku – inženýrku ekonomie a Gabrielu, lékařku, 4 vnoučata a 11 pravnoučat (v roce 2019). Ve třech generacích jeho rodiny je 7 lékařů.

## Dílo
Pantaleon Sazama byl především stomatochirurg, které věnoval i většinu knižních publikací. 

### Knižní vydání – odborná literatura
- Stomatochirurgie (spoluautor Karel Měšťan,; Praha, SPN, 1952, 1953)
- Úrazy kostí a kloubů, Část speciální (Autor Jan Bedrna za spolupráce Rudolfa Petra a Pantaleona Sazamy; Praha, Naše vojsko, 1955)
- Úrazy obličejových kostí (spoluautor František Urban; Praha, SZdN, 1960, 1967, Avicenum 1972)
- Nemoci slinných žláz (Hradec Králové, nákladem vlastním 1965, SZdN 1968, Avicenum 1980)
- Resekce kořenových hrotů (Praha, Avicenum, 1978

### Knižní vydání – ostatní
Smysl pro humor projevil souborem veselých příběhů z lékařského prostředí královéhradecké Lékařské fakulty. Knížku vydala v roce 1988 Vojenská lékařská akademie v Hradci Králové pod titulem „Okolo Hradce v bílém plášti“. Leon Sazama použil pseudonym Leon Dlažov, k němuž ho inspirovalo jeho rodiště

## Ocenění
Profesor Sazama získal četná ocenění a vyznamenání doma i v zahraničí. Je čestným členem lékařských společností v Bratislavě, Berlíně, společnosti pro výzkum ve stomatologii G.I.R.S. v Bruselu (The international group for scientific research in stomatology (G.I.R.S.), Brussel), Asociace pro maxilo-faciální chirurgii v Londýně. Je nositelem zlaté medaile University Karlovy v Praze, lékařské fakulty v Hradci Králové, Brně, Bratislavě a Vratislavi. Je čestným členem České stomatologické společnosti a České lékařské společnosti Jana Evangelisty Purkyně, v roce 2000 obdržel medaili Josefa Hlávky.
Nejvyšší vyznamenání udělované Českou lékařskou společností je Purkyňova cena byl profesor Sazama vyznamenán v červnu 2002 ve svých 91 letech a při závěrečném projevu shrnul význam Purkyňových prací pro stomatologii bez předchozí přípravy. Pouhé 4 měsíce po této slavnosti 24. října podlehl těžké nemoci.

## Citát
V dopise doc. Brázdovi z října 1996, v němž děkoval za blahopřání k 85. narozeninám, uvedl:
„ … Pravda, ještě se držím tak, že mohu pozorovat situaci ve stomatologii a litovat, že se nyní především holduje ekonomickým stránkám vztahů mezi lékařem („zubařem“) a pacientem. Věřím ale, že se časem poměry zlepší tak, aby vždy stál v popředí prospěch nemocných, jak jsem to učil a dodnes vyznávám...“